# Arquichanceler

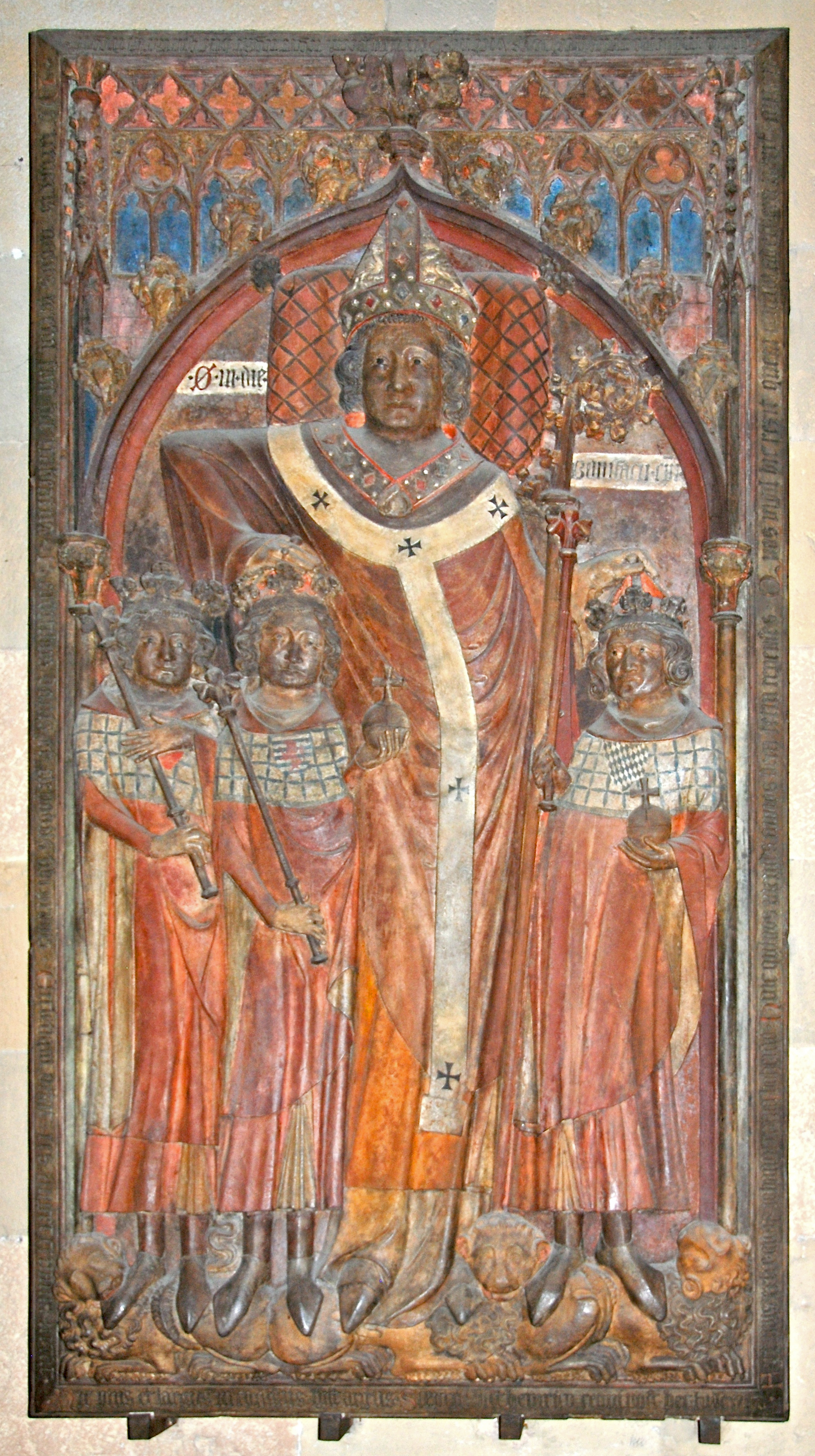
Túmulo de Peter von Aspelt, príncipe-arcebispo de Mainz e arquichanceler da Alemanha (1306-1320), catedral de Mainz

Um arqui - chanceler ( em latim: archicancellarius, em alemão:  Erzkanzler    ) ou chanceler chefe era um título atribuído ao mais alto dignitário do Sacro Império Romano e também era usado ocasionalmente durante a Idade Média para designar um funcionário que supervisionava o trabalho de chanceleres ou notários.
Os sucessores carolíngios de Pepino, o Curto, nomearam chanceleres em todo o reino franco no século IX. Incmaro refere-se a esse oficial como um summus cancellarius em De ordine palatii et regni e uma carta do rei Lotário I em 864, refere-se a Agilmar, arcebispo de Vienne, como arqui-chanceler, uma palavra que também começa a aparecer nas crônicas da época. O último arquichanceler carolíngio em Francia Ocidental foi o arcebispo Adalberon de Reims (969-988), com a adesão de Hugh Capeto, o escritório foi substituído por um Chanceler de France.
Na corte de Otto I, então rei da Alemanha, o título parece ter sido um appanage do arcebispo de Mainz. Depois que Otto finalmente depôs o rei Berengário II da Itália e foi coroado Sacro Imperador Romano em 962, um escritório semelhante foi criado para o Reino Imperial da Itália. No início do século XI, esse escritório era ocupado permanentemente pelo arcebispo de Colônia. Teoricamente, o arcebispo de Mainz cuidava dos assuntos imperiais da Alemanha e o arcebispo de Colônia da Itália, embora este último usasse deputados, pois ele estava fora de seu reino. Um terceiro escritório foi criado por volta de 1042 pelo imperador Henrique III para o recém-adquirido Reino da Borgonha. Inicialmente, ele o concedeu ao arcebispo Hugh I, de Besançon. Ele só aparece nas mãos do arcebispo de Trier no século XII como a chancelaria de Arles, como a Borgonha era então conhecida.
No Touro de Ouro de 1356, o imperador Carlos IV confirmou a tríplice divisão do arqui-canal entre os três príncipes eleitores eclesiásticos do Império. Funções governamentais reais, como convocar as eleições imperiais, foram realizadas apenas pelos arcebispos de Mainz. O cargo dessa forma fazia parte da constituição do Império até a mediatização alemã em 1803, quando Mainz foi secularizado. O último eleitor, Karl Theodor Anton Maria von Dalberg, no entanto, manteve o título de arqui-chanceler até a dissolução do Império em 1806. Havia uma notável semelhança entre o arqui- chanceler medieval e os chanceleres posteriores do Império Alemão, da República de Weimar e do Império Austríaco. O título é continuado pelos atuais Chanceleres da Alemanha e Áustria.
Na França, o título de "arqui-chanceler do Império" foi concedido ao principal consultor jurídico de Napoleão I, Jean-Jacques-Régis de Cambacérès.
Nos tempos modernos, existe um arqui-chanceler no estado virtual do Trono Imperial, o cargo é ocupado por Anton Bakov, que foi nomeado pelo imperador Nicolau III.

## Arquichanceleres do Sacro Império Romano
- Bardo (c. 1042-1051) [6]
- Liutpold (c. 1055–) [7]
- Bruno (c. 1114) [8]
- Albrecht (c. 1130) [7]